# Brzozowa (gromada w powiecie tarnowskim)
Brzozowa (od 30 VI 1962 Siemiechów) – dawna gromada, czyli najmniejsza jednostka podziału terytorialnego Polskiej Rzeczypospolitej Ludowej w latach 1954–1972.
Gromady, z gromadzkimi radami narodowymi (GRN) jako organami władzy najniższego stopnia na wsi, funkcjonowały od reformy reorganizującej administrację wiejską przeprowadzonej jesienią 1954 do momentu ich zniesienia z dniem 1 stycznia 1973, tym samym wypierając organizację gminną w latach 1954–1972.
Gromadę Brzozowa z siedzibą GRN w Brzozowej utworzono – jako jedną z 8759 gromad na obszarze Polski – w powiecie tarnowskim w woj. krakowskim, na mocy uchwały nr 30/IV/54 WRN w Krakowie z dnia 6 października 1954. W skład jednostki wszedł obszar dotychczasowej gromady Brzozowa ze zniesionej gminy Gromnik w tymże powiecie. Dla gromady ustalono 14 członków gromadzkiej rady narodowej.
31 grudnia 1961 do gromady Brzozowa przyłączono obszar zniesionej gromady Siemiechów.
Gromadę Brzozowa zniesiono 30 czerwca 1962 w związku z przeniesieniem siedziby GRN z Brzozowej do Siemiechowa i przemianowaniem jednostki na gromada Siemiechów.